# Passiflora pentagona
Passiflora pentagona är en passionsblomsväxtart som beskrevs av Maxwell Tylden Masters. Passiflora pentagona ingår i släktet passionsblommor, och familjen passionsblomsväxter. Inga underarter finns listade i Catalogue of Life.